# Павличич, Дубравко
Дубравко Павличич (хорв. Dubravko Pavličić; 28 ноября 1967, Загреб, Хорватия, СФРЮ — 4 апреля 2012, Эльче, Испания) — хорватский футболист, выступавший на позиции центрального защитника. Выступал за хорватские «Динамо» Загреб и «Риека», а также за ряд испанских клубов.

## Биография

### Клубная карьера
Первым профессиональным клубом Павличича стало загребское «Динамо». В 1990 году футболист перешёл в «Риеку», где отыграл пять сезонов. В 1994 году перешёл в испанский клуб «Эркулес», который выступал во втором испанском дивизионе. В сезоне 1995/96 команда Павличича завоёвывает повышение в классе и в следующем сезоне Дубравко дебютирует в испанской Примере. Несмотря на то, что по итогам сезона «Эркулес» вылетел обратно в Сегунду, Павличич провёл все 38 матчей в чемпионате и забил 6 мячей, в том числе по мячу в победных матчах против «Барселоны» (3:2 в гостях и 2:1 дома).
В 1997 году Павличич перешёл в другой испанский клуб «Саламанка», который выступал в Сегунде и отыграл за него два сезона. В 2000 году Павличич стал игроком «Расинг Ферроль», который также выступал во второй испанской лиге. После одного сезона в составе клуба, Павличич в возрасте 33 лет принял решение завершить профессиональную карьеру.

### Международная карьера
Павличич играл за молодёжную сборную Югославии и в 1987 году стал с ней чемпионом мира. На том турнире Дубравко провёл все 6 игр своей сборной. После распада Югославии, Дубравко стал вызываться в сборную Хорватии, за которую дебютировал в товарищеской игре с Австралией (1:3) 8 июля 1992 года.
Участвовал в отборочном турнире к чемпионату Европы 1996 и был включён в заявку сборной Хорватии на этот турнир. На том чемпионате Дубравко провёл две игры в групповом раунде против Португалии и Турции. Последний матч за сборную провёл в 1997 году.
Всего за сборную Хорватии провёл 22 матча.

## Смерть
4 апреля 2012 года скончался в городе Эльче в возрасте 44 лет. Последнее время он лечился от рака. Похоронят Дубравко в городе Аликанте, где он в последнее время проживал.